# Saint-Ciers-d'Abzac
 Saint-Ciers-d'Abzac  es una población y comuna francesa, situada en la región de Aquitania, departamento de Gironda, en el distrito de Libourne y cantón de Guîtres.

## Demografía
| 437 | 423 | 452 | 603 | 946 | 1071 |
| Para los censos de 1962 a 1999 la población legal corresponde a la población sin duplicidades (Fuente: INSEE [Consultar]) |     |     |     |     |      |